# سكوت ويلسون (لاعب دوري الرغبي)
سكوت ويلسون (بالإنجليزية: Scott Wilson)‏ هو لاعب دوري الرغبي أسترالي، ولد في 8 نوفمبر 1970.